# Халчанська волость
Халчанська волость — історична адміністративно-територіальна одиниця Київського повіту Київської губернії. 
Наприкінці 1880-х років приєднана до Ржищівської волості, за винятком села Юзефівка, приєднаного до Черняхівської волості.
Станом на 1886 рік складалася з 5 поселень, 5 сільських громад. Населення — 5947 осіб (2984 чоловічої статі та 2963 — жіночої), 744 дворових господарства.
|                     | Площа, десятин | У тому числі орної, дес. |
| ------------------- | -------------- | ------------------------ |
| Сільських громад    | 4230           | 3586                     |
| Приватної власності | 2724           | 2495                     |
| Казенної власності  | —              | —                        |
| Іншої власності     | 120            | 98                       |
| Загалом             | 7074           | 6179                     |

Основні поселення волості:
- Халча — колишнє власницьке село при урвищі Черешневий Яр, 2246 осіб, 259 дворів, православна церква, 2 постоялих будинки.
- Зікрачі — колишнє власницьке село, 1235 осіб, 161 двір, православна церква, 2 постоялих будинки.
- Юзефівка — колишнє власницьке село, 1179 осіб, 143 дворів, постоялий будинок.
- Юшки — колишнє власницьке село при урвищі Козинцева Груша, 776 осіб, 115 дворів, православна церква, постоялий будинок, крупорушка.